# جولز وایجدنبوش
جولز وایجدنبوش (هلندی: Jules Wijdenbosch؛ زادهٔ ۲ مهٔ ۱۹۴۱ – درگذشتهٔ ۳۰ آوریل ۲۰۲۵) سیاستمدار اهل سورینام و هفتمین رئیس‌جمهور این کشور از سال ۱۹۹۶ تا ۲۰۰۰ بود.
جولز وایجدنبوش در ۳۰ آوریل ۲۰۲۵، در سن ۸۳ سالگی درگذشت.